# Накатані Дзюнто
Накатані Дзюнто (яп. 中谷潤人, англ. Junto Nakatani; 2 січня 1998, Інабе) — японський професійний боксер, чемпіон світу за версією WBO (2020—2022) в найлегшій вазі і (2023) у другій найлегшій вазі та за версіями WBC (2024—т.ч.) та IBF (2025) в легшій вазі.

## Професіональна кар'єра
6 листопада 2020 року в бою проти Гімеля Маграмо (Філіппіни) завоював вакантний титул чемпіона світу за версією WBO в найлегшій вазі, який двічі успішно захистив.
20 травня 2023 року вийшов на бій за вакантний титул WBO в другій найлегшій вазі проти Ендрю Молоні (Австралія) і, тричі по ходу бою надіславши суперника в нокдаун, здобув перемогу в дванадцятому раунді, брутально нокаутувавши австралійця.
24 лютого 2024 року вийшов на бій проти чемпіона WBC в легшій вазі Алехандро Сантьяго (Мексика) і переміг технічним нокаутом в шостому раунді
.
Провівши три захисти титулу, 8 червня 2025 року вийшов на об'єднавчий бій з чемпіоном світу за версією IBF Нісіда Рьосуке і у конкурентному поєдинку здобув перемогу технічним рішенням в шостому раунді через велику гематому у суперника.

### Таблиця боїв
| 31 Перемога (24 нокаутом, 7 за рішенням суддів), 0 Поразок |        |                     |        |            |                  |                                | |
| Результат                                                  | Рекорд | Суперник            | Спосіб | Раунд, час | Дата             | Місце проведення               | Примітки |
| Перемога                                                   | 31-0   | Нісіда Рьосуке      | RTD    | 6 (12)     | 8 червня 2025    | Ariake Arena, Токіо            | Захистив титул чемпіона світу за версією WBC у легшій вазі. Завоював титул чемпіона світу за версією IBF та журналу «Ринг» у легшій вазі. |
| Перемога                                                   | 30-0   | Давид Куельяр       | KO     | 3 (12)     | 24 лютого 2025   | Ariake Arena, Токіо            | Захистив титул чемпіона світу за версією WBC у легшій вазі.                                                                               |
| Перемога                                                   | 29-0   | Петч Сор Чітпаттана | TKO    | 6 (12)     | 14 жовтня 2024   | Ariake Arena, Токіо            | Захистив титул чемпіона світу за версією WBC у легшій вазі.                                                                               |
| Перемога                                                   | 28-0   | Вінсент Астролябіо  | TKO    | 1 (12)     | 20 липня 2024    | Ryōgoku Kokugikan, Токіо       | Захистив титул чемпіона світу за версією WBC у легшій вазі.                                                                               |
| Перемога                                                   | 27-0   | Алехандро Сантьяго  | TKO    | 6 (12)     | 24 лютого 2024   | Ryōgoku Kokugikan, Токіо       | Завоював титул чемпіона світу за версією WBC у легшій вазі.                                                                               |
| Перемога                                                   | 26-0   | Архі Кортес         | UD     | 12         | 18 вересня 2023  | Ariake Arena, Токіо            | Захистив титул чемпіона світу за версією WBO в другій найлегшій вазі.                                                                     |
| Перемога                                                   | 25-0   | Ендрю Молоні        | KO     | 12 (12)    | 20 травня 2023   | MGM Grand, Лас-Вегас, Невада   | Завоював вакантний титул чемпіона світу за версією WBO в другій найлегшій вазі.                                                           |
| Перемога                                                   | 24-0   | Франсіско Родрігес  | UD     | 10         | 1 листопада 2022 | Super Arena, Сайтама           | |
| Перемога                                                   | 23-0   | Ямауті Рьота        | TKO    | 8 (12)     | 9 квітня 2022    | Super Arena, Сайтама           | Захистив титул чемпіона світу за версією WBO в найлегшій вазі.                                                                            |
| Перемога                                                   | 22-0   | Анхель Акоста       | TKO    | 4 (12)     | 10 вересня 2021  | Casino del Sol, Тусон, Аризона | Захистив титул чемпіона світу за версією WBO в найлегшій вазі.                                                                            |
| Перемога                                                   | 21-0   | Гімель Маграмо      | TKO    | 8 (12)     | 6 листопада 2020 | Korakuen Hall, Токіо           | Завоював вакантний титул чемпіона світу за версією WBO в найлегшій вазі.                                                                  |